# Tillandsia langsdorfii
Espèce
Classification phylogénétique
Tillandsia langsdorfii Mez est une plante de la famille des Bromeliaceae, originaire du Brésil.
Le terme langsdorfii signifie « de Langsdorff » et est une dédicace au collecteur de la plante.

## Protologue et Type nomenclatural
Tillandsia langsdorfii Mez in Mart., Fl. Bras. 3(3): 598, n° 20(1894)
Diagnose originale :
« TILLANDSIA LANGSDORFII Mez n. sp. foliis dense rosulatis utriculum haud efformantibus, omnibus aequaliter curvatis subsecundis, peranguste subtriangularibus, dense lepidotis; inflorescentia scapo brevi stipitata 20-30 flora, simplicissima quaquaverse dense spicata, folia superante; bracteis amplis, glabris, latissime ovatis breviterque acutis, sepala longe superantibus; sepalis aequaliter ad 2 mm. connatis; petalis acutiusculis, suberectis; stylo petala subaequante. »
Type : leg. Langsdorff ; « in Brasiliae prov. Rio de Janeiro, loco ignoto » ; Holotypus herb. Petrop. (Saint-Petersbourg) 

## Synonymie
(aucune)

## Écologie et habitat
- Biotype : plante vivace herbacée en rosette acaule monocarpique vivace par ses rejets latéraux ; épiphyte[1],[2].
- Habitat : ?
- Altitude : ?

## Distribution
- Amérique du sud :
  -  Brésil
    - Rio de Janeiro[1],[2]